# Galerie de la Reine

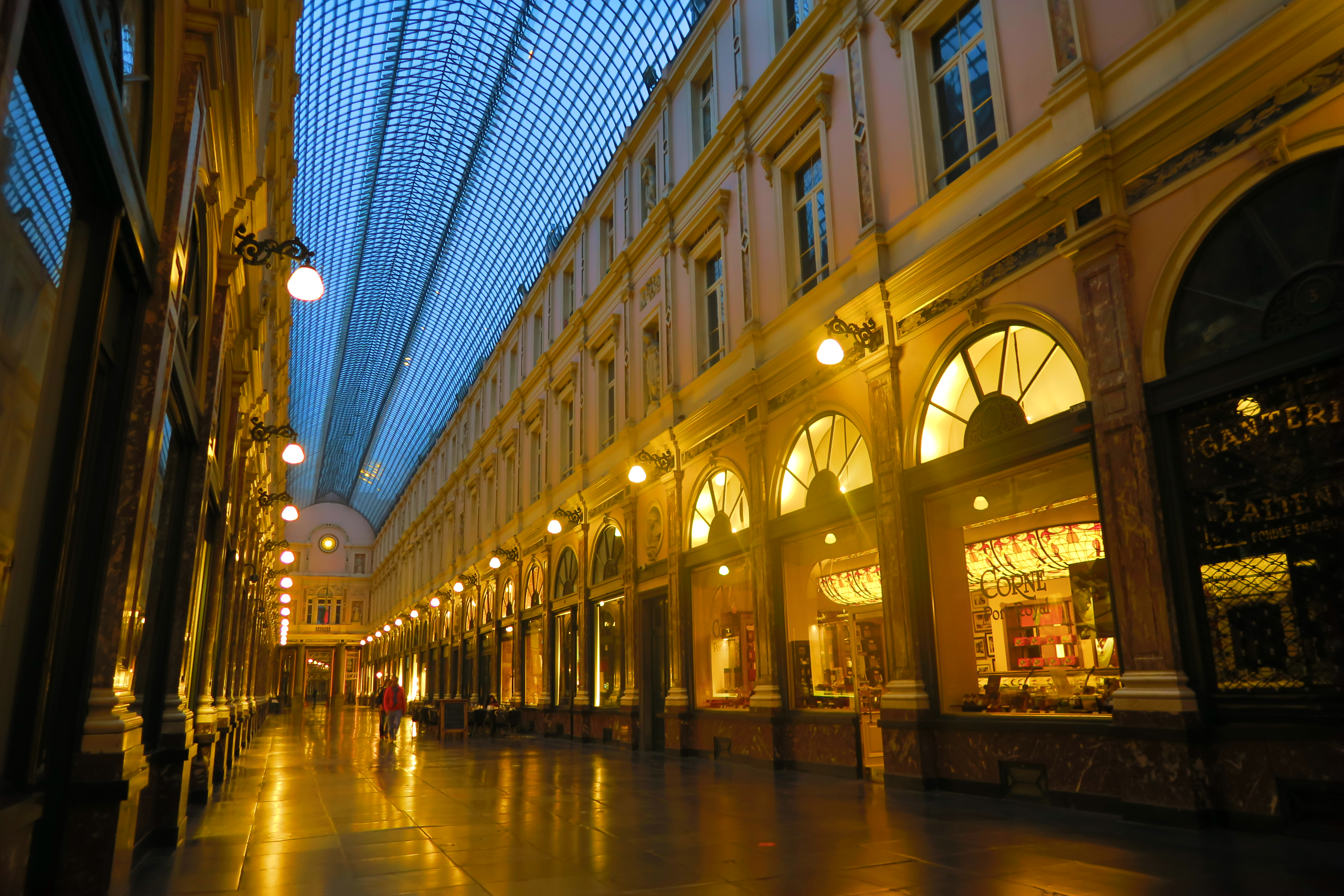
La galerie de la Reine de nuit.

La galerie de la Reine (en néerlandais : Koninginnegalerij) est une galerie bruxelloise datant du XIXe siècle. Cette galerie forme avec la galerie du Roi et la galerie des Princes un ensemble architectural unique : les galeries royales Saint-Hubert.
Ce sont des galeries couvertes comprenant de nombreux magasins. On y trouve un grand nombre des fournisseurs brevetés de la Cour de Belgique. Les boutiques les plus connues sont la pharmacie, la maroquinerie Delvaux et la chocolaterie Neuhaus au numéro 23 depuis 1857. En 1910, Jean Neuhaus et sa femme ont inventé le chocolat fourré, auquel ils donnèrent le nom de « praline ».
Au sud, la galerie de la reine débouche sur la rue du Marché aux Herbes, près de la Grand-Place et de l'autre côté de cette rue commence la galerie Horta.
À l'instar des deux autres galeries, la galerie de la Reine a été proposée en 2008 pour une inscription au patrimoine mondial et figure sur la « liste indicative » de l'UNESCO dans la catégorie patrimoine culturel. 